# Helcomyza mirabilis
Helcomyza mirabilis är en tvåvingeart som beskrevs av Axel Leonard Melander 1920. Helcomyza mirabilis ingår i släktet Helcomyza och familjen Helcomyzidae. Inga underarter finns listade i Catalogue of Life.